# Gyöngyösbokréta mozgalom
A Gyöngyösbokréta mozgalom a népi hagyományok újjáélesztésére és színpadi bemutatására létrejött mozgalom volt; jellegzetes jelensége a két világháború közötti magyar kulturális életnek, és fontos előzményét jelentette későbbi népművészeti mozgalmainknak is. Fő szervezője Paulini Béla volt, majd Csuka Zsigmond vitte tovább a mozgalmat.
Az 1930-as években és a 40-es évek első felében az úgynevezett gyöngyösbokrétás bemutatók révén felszínre került és a későbbi mozgalmak által továbbéltetett hagyományok (táncok, viselet, szokások, zene) a mai napig fellelhetőek a falusi és városi hagyományápolásban. A gyöngyösbokrétás csoportok hagyományai máig felbukkannak az egyes falvak – mintegy száz „bokrétás” falu – emlékezetében. Ezek az emlékek vagy máig „továbbéltetett” hagyományok fontos részét képezik az adott közösségek kultúrájának és identitásának. A hagyományanyag helyi közösségek életében betöltött jelentőségén túl a mai városi hagyományápolásnak (pl. táncházak, tánctáborok), az amatőr és profi színpadi előadóművészeti tevékenységnek és a néptánc és népzene művészeti oktatásának is forrását jelentik.

## Története
1931–1944 között minden év augusztus 20-a táján rendezték meg a parasztcsoportok tánc-, ének- és játékbemutatóit Budapesten. A bemutatókon részt vevő csoportokból 1935-ben Bokréta Szövetség, később Magyar Bokréta Szövetség néven társadalmi egyesület alakult. A szövetség összefogta és irányította a „fiókszervezeteket”, és szervezte a bemutatókat. A több mint 100 helyi szervezet a szövetség fennállása alatt mintegy 4000 tagot számlált. Az első budapesti bemutatót a főváros kezdeményezte, majd továbbra is szervezte s anyagilag támogatta.
A Gyöngyösbokréta megszervezése, elnevezése, a bemutatók rendezése Paulini Béla nevéhez fűződik. Paulini eredetileg újságíró volt, s különböző irodalmi és műkedvelő színpadi munkák után 50 éves korában állt kitűnő szervező készségével és ügyszeretetével a népművészeti mozgalom élére. Neve a kortársak szemében összeforr a Gyöngyösbokrétáéval. Kora társadalmi és politikai nézeteivel való kompromisszumok útján megnyerte a kormányzat teljes támogatását. A társadalom akkori vezető ereje a falvaktól a parlamentig, a tanítóktól a tudósokig figyelemmel kísérte és többségében támogatta a Gyöngyösbokrétát.
A köztudatban a Gyöngyösbokréta-bemutatók és mozgalom emléke máig él. A mozgalom tevékenységéről és feladatairól Paulini folyóirataiban tájékoztatta tagságát és a közvéleményt. Bár a Gyöngyösbokréta előadásai csak az elemi színreviteli követelményeknek tettek eleget, mégis teret kapott a hagyomány többé-kevésbé hiteles formában való bemutatása. A bemutatók hullámzó szintje miatt a Vallás- és Közoktatásügyi Minisztérium a Néprajzi Múzeum szakembereit kérte fel a műsorok előzetes ellenőrzésére, de a „hitelesítés” rövidesen abbamaradt.
A bemutatók népművészeti anyaga többségében értékes, hiteles hagyományanyagot képviselt, melyek jó része a Gyöngyösbokréta nélkül feledésbe merült volna. Számon tartunk olyan, a bemutatókra helyileg rekonstruált táncokat és szokásokat, amelyekkel a későbbi kutatók már mint „eredeti” hagyománnyal találkozhattak. A bemutatóknak így a hagyomány megőrzésében, de megmerevítésében is jelentős szerepük volt. A bokrétások a szereplések során mintegy 75–80 fajta tánc több mint 200 változatát, 35–40 játékot, jelenetet és szokást adtak elő.
A Magyar Bokréta Szövetséget 1947-ben politikai okokból feloszlatták.